# Kościół Świętej Trójcy w Piątku
Kościół Świętej Trójcy – rzymskokatolicki kościół parafialny należący do dekanatu Piątek diecezji łowickiej.

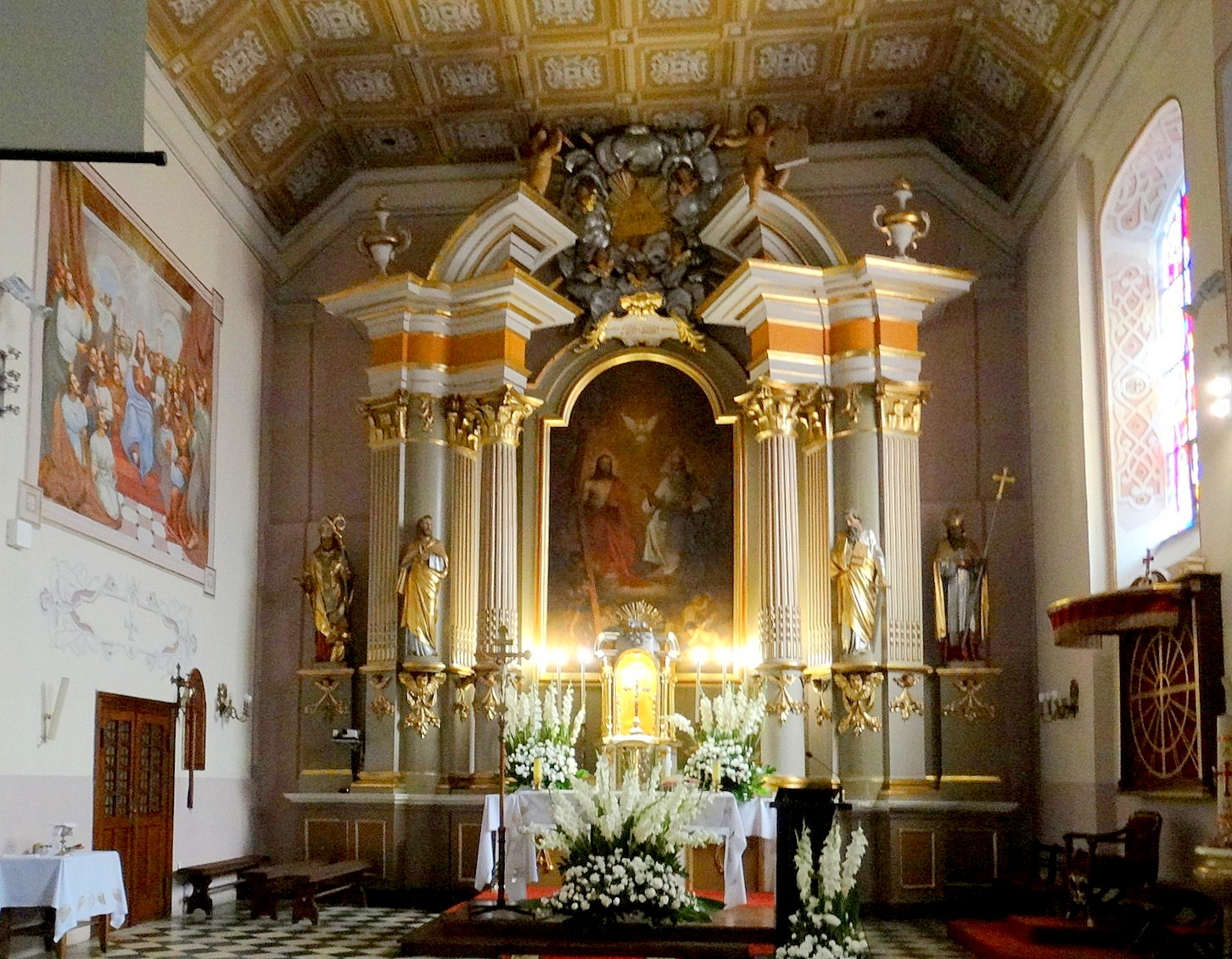
Ołtarz główny

Jest to świątynia wybudowana w latach 1455-1460  i ufundowana przez arcybiskupów gnieźnieńskich. Kościół jest jednonawowy i orientowany. Podczas przebudowy w 1780 roku zostały zatarte gotyckie cechy architektury świątyni. Przy nawie od strony południowej jest dobudowana kaplica poświęcona Matce Bożej. W prezbiterium jest umieszczony ołtarz główny w stylu późnobarokowym pochodzący z kościoła ojców Dominikanów w Łowiczu – poświęcony Trójcy Świętej.